# Gesundheitsnachrichten
GesundheitsNachrichten war eine ab November 2005 monatlich erscheinende Zeitung, die von Biermann Medien verlegt wurde.
Die Zeitung richtete sich an Vertreter aus der Gesundheitspolitik, der Pharmaindustrie, dem Groß- und Einzelhandel von Pharma- und Geräteindustrie sowie Beschäftigte in Heilberufen, Kliniken und Praxen. Die Rubriken waren Gesundheitspolitik, Medizin und Versorgung, Klinik und Praxis, Pharma und medizinischer Technologie, Apotheken und Handel, Versicherung und Verwaltung sowie ein Feuilletonteil.